# Gangut (cuirassé, 1888)
Pour les articles homonymes, voir Gangut.
Le Gangut (en russe : Гангут) est un cuirassé de la Marine impériale russe, qui doit son nom à la bataille de Gangut, célèbre victoire de la flotte russe sur la flotte suédoise (7 août 1714). Lors de manœuvres navales dans le golfe de Finlande, le Gangut sombre dans la baie de Vyborg ; les officiers et hommes d'équipage peuvent être sauvés. L'épave du cuirassé, gisant à une profondeur de 31 mètres, est de nouveau examinée en 1988. De nos jours, elle est régulièrement inspectée par des plongeurs.
Le Gangut n'est pas très populaire dans la Marine impériale russe, l'amiral Alexeï Alexeïevitch Birilev déclarant à son sujet : « un mauvais navire, il est bon qu'il ait coulé, il est inutile de le renflouer »..

## Projet
Après une longue interruption[Quand ?], la construction des cuirassés reprit en 1885. À cette époque, chacun pensait qu'il existait un tonnage moyen permettant à l'artillerie lourde d'effectuer des tirs à l'avant de la proue. Les cuirassés Empereur Alexandre II et Empereur Nicolas Ier possédaient une longueur et une largeur plus importantes. Le directeur de l'Amirauté, le vice-amiral Ivan Alexeïevitch Chestakov considéra que ces navires étaient trop grands.
Lors de la conception des sister-ships, il est déterminé le 17 novembre 1887 que l'armement de ces pré-dreadnoughts serait supérieur à celui des cuirassés allemands. Leur tirant d'eau ne devait en aucun cas être supérieur à 6,07 mètres, afin de leur permettre de naviguer de Kronstadt à Zund à une vitesse de 11 à 15 nœuds et, si nécessaire, en mer Méditerranée et en Extrême-Orient. Le calibre des canons de 229 mm fut basé sur la plupart des armes de guerre allemandes.

## Service
Au cours de l'hiver 1894-1895 le Gangut fut ancré au port de Revel. Du 15 mai au 14 septembre 1895, il effectue une expédition dans le golfe de Finlande et en mer Baltique.
En 1896, le Gangut entreprend un long voyage : Kronstadt, Helsinki, Libava, le golfe de Riga et Revel.

### Naufrage
Le 12 juin 1897, le Gangut, appartenant à l'escadre placée sous le commandement du vice-amiral Sergueï Petrovitch Tyrtov (1839-1903) naviguait dans la baie de Vyborg. À 15 h 40, il progressait à une vitesse de 2,05 nœuds (4 km/h) par temps clair, la mer était calme avec un léger coup de vent. Quelques minutes plus tard, certains hommes sentent une petite vibration sur le navire, à peine perceptible sur le pont supérieur. Seuls quelques marins entendent distinctement un bruit de frottement. Le timonier signale que le Gangut avait dévié de 2° bâbord en moins d'une minute et que la barre ne répondait plus. En quelques minutes l'eau s'engouffre dans la chambre dans laquelle étaient entreposés les obus de 229 mm. À 15 h 50, le navire est stoppé. Les portes des cloisons étanches et les écoutilles sont soigneusement fermées. Mais très vite les hommes d'équipage découvrent des trous dans la coque. L'eau s'infiltrait dans les caissons étanches par les rivets manquants.
À 19 h, un appel de détresse sot lancé au destroyer 108 et aux autres navires croisant aux alentours. À 20 h 30, il s'avère évident que le sauvetage du Gangut devenait impossible. Sur les ordres de l'amiral Pavel Petrovitch Tyrtov, les 582 personnes se trouvant à bord (membre d'équipage, élèves des écoles techniques, élèves de l'École navale de Saint-Petersbourg etc.) emportent les objets précieux et prennent place dans des canots de sauvetage. À 21 h, l'amiral et les officiers quittent le navire. À 21 h 40, soit neuf minutes après leur départ, le Gangut se couche sur le flanc gauche et disparait presque immédiatement dans l'eau.

### Enquête sur les causes du naufrage
Une commission d'enquête spéciale est diligentée afin de rechercher les causes du naufrage. Les investigations débutent immédiatement. Au cours du mois de juin 1897, des plongeurs examinent minutieusement le navire. L'enquête révèle l'existence d'un rocher dont la partie supérieure était formée de deux pointes immergées à 6,06 et 7,01 mètres sous la surface. Les plongeurs découvrent sur le sommet des rochers des traces de métal et des rivets ; une autre découverte démontre que l'une des deux pointes manquait, ce qui amena la conclusion suivante : les pointes rocheuses étaient plus élevées avant l'impact du Gangut.
L'enquête détermine également la position du navire : le cuirassé gît sur le fond marin couché sur le côté gauche. Un officier de plongée du navire Russie, N.K Gerbih, prend des mesures précises et découvre des brèches sur le côté droit et aux environs de la quille. D'autres ouvertures existaient très probablement découvertes en bas à gauche, comme en témoigne la brusque montée des eaux dans la partie gauche de la proue. Des armes de calibre 47 mm et 37 mm, un canon et certains petits objets furent remontés à la surface.

### Comparution devant un tribunal de l'amiral et des officiers
Le tribunal juge l'affaire du Gangut à Kronstadt du 26 mars au 28 mars 1898. Le capitaine (premier rang — grade correspondant à celui de colonel dans l'infanterie ou l'armée de l'air), K. Tikotsky, le capitaine F.A Timofeevsky, le navigateur, le capitaine G. Scholz, le mécanicien N.M Rusnachenko et A. Gravilov se présentent sur le banc des accusés. Le vice-amiral Sergueï Petrovitch Tyrtov comparaît en qualité de témoin.
Le tribunal et la commission d'enquête arrivent à cette conclusion : le naufrage du Gangut était dû à la combinaison d'un certain nombre d'évènements indésirables, dont chacun ne représentait aucun danger particulier. L'attention est ensuite portée sur les carences structurelles du navire : surcharge, manque de hauteurs des cloisons étanches, insuffisance du système de pompage. La cour ne remet pas en question la solidité et la fiabilité de la construction du cuirassé. Tous les accusés sont acquittés, à l'exception de N.M Rusnachenko, condamné à cinq jours de prison.[pourquoi ?]

### Projet de récupération
Dès que les journaux publient la nouvelle du naufrage, le ministère de la Marine de la Russie impériale projette le renflouement du cuirassé. Plusieurs entreprises et particuliers présentent leurs projets de renflouement. L'Angleterre, l'Allemagne, les États-Unis, la France et la Suède avancent des propositions au ministère de la Marine russe. La société de renflouement russe de Revel exige 100 000 roubles payables d'avance sans la garantie d'un succès. La société finlandaise Barlos propose de remonter le cuirassé pour une somme de 2 millions de roubles. Les ingénieurs russes V. Zvorykina et S. Blumenthal proposèrent une solution originale : injecter de l'air comprimé dans la quille, puis amener l'épave à une stabilité positive permettant le remorquage.
Le 30 septembre 1898, le ministère de la Marine russe signe un contrat avec l'entreprise suédoise Neptune, mais une épaisse couche de limon empêche le levage du cuirassé. De nouveaux projets sont présentés, que le ministère de la marine refuse, jugeant le navire techniquement dépassé. Le 16 avril 1901, le commandant en chef du port de Kronstadt, le vice-amiral Stepan Makarov, convoque une réunion afin de discuter de l'éventualité de remonter certaines parties du Gangut en utilisant des explosifs sous-marins. À la suite de cette réunion, le ministère de la Marine décide de se limiter à un examen détaillé de l'épave et à quelques explosions expérimentales. Entre 1901 et 1903, l'école de plongée de Kronstadt effectue quelques descentes sur le Gangut et quelques éléments de l'épave sont remontés. En 1903, les plongeurs ne reçoivent pas l'autorisation de pénétrer dans les locaux domestiques[Quoi ?], qui étaient en effet recouverts par une épaisse couche de boue. En outre, il est observé une inclinaison de 20° sur le côté gauche, et l'arrière gauche du cuirassé avait presque disparu.